# Sphaerophoria
Sphaerophoria  es un género de moscas sírfidas. Las larvas se alimentan de pulgones, al igual que otros miembros de la subfamilia Syrphinae.

## Especies
- Sphaerophoria abbreviata Zetterstedt, 1849
- Sphaerophoria assamensis Joseph, 1970[3]
- Sphaerophoria asymmetrica Knutson, 1973[4]
- Sphaerophoria bankowskae Goeldlin, 1989[5][6][7]
- Sphaerophoria batava Goeldlin, 1974[8]
- Sphaerophoria bifurcata Knutson, 1972[4]
- Sphaerophoria boreoalpina Goeldlin, 1989
- Sphaerophoria brevipilosa Knutson, 1972[4]
- Sphaerophoria chongjini Bankowska, 1964
- Sphaerophoria cleoae Metcalf, 1917
- Sphaerophoria contiqua Macquart, 1847
- Sphaerophoria cranbrookensis Curran, 1921
- Sphaerophoria estebani Goeldlin, 1991
- Sphaerophoria fatarum Goeldlin, 1989[5][6][9]
- Sphaerophoria indiana Bigot, 1884
- Sphaerophoria infuscata Goeldlin, 1974
- Sphaerophoria interrupta (Fabricius, 1805)
- Sphaerophoria kaa Violovitsh, 1960
- Sphaerophoria laurae Goeldlin, 1989
- Sphaerophoria loewi Zetterstedt, 1843
- Sphaerophoria longipilosa Knutson, 1972[4]
- Sphaerophoria macrogaster (Thomson, 1869)
- Sphaerophoria menthastri (Linnaeus, 1758)
- Sphaerophoria nigra Frey, 1945
- Sphaerophoria novaeangliae Johnson, 1916
- Sphaerophoria philantha (Meigen, 1822)
- Sphaerophoria philanthus (Meigen, 1822)
- Sphaerophoria pictipes Boheman, 1863
- Sphaerophoria potentillae Claussen, 1984[5][10][11]
- Sphaerophoria pyrrhina Bigot, 1884
- Sphaerophoria quadrituberculata Bezzi, 1915[1]
- Sphaerophoria retrocurva Hull, 1944[1]
- Sphaerophoria rueppellii (Wiedemann, 1830)[1]
- Sphaerophoria scripta (Linnaeus, 1758)
- Sphaerophoria shirchan Violovitsh, 1957
- Sphaerophoria sulphuripes (Thomson, 1869)
- Sphaerophoria taeniata (Meigen, 1822)
- Sphaerophoria turkmenica Bankowska, 1964
- Sphaerophoria tuvinica Violovitsh, 1966
- Sphaerophoria virgata Goeldlin, 1974
- Sphaerophoria viridaenea Brunnetti, 1915
- Sphaerophoria weemsi Knutson, 1972[4]

Algunas fuentes citan Loveridgeana como subgénero de éste.